# Günther Wegge
Günther Rudolf Wegge (* 18. Juni 1932; † 11. August 2013) war ein deutscher Politiker (SPD) und Staatssekretär in Brandenburg.
Wegge absolvierte ein landwirtschaftliches Studium mit Diplomabschluss. Er war im Bundeswirtschaftsministerium tätig, wechselte 1974 ins Kanzleramt und später ins Bundeslandwirtschaftsministerium. Nach der Wiedervereinigung ging Wegge nach Brandenburg, wo er von 1990 bis 1996 als Staatssekretär im Ministerium für Ernährung, Landwirtschaft und Forsten (MELF) amtierte.
Der SPD gehörte er seit 1969 an.